# 蔵原氏
蔵原氏（くらはらし）は日本国の武家。戦国時代より阿蘇氏に仕える。

## 人物
- 蔵原犬房丸 : 応永30年（1423年）5月26日、阿蘇惟郷に宛てて、連署起請文を発給した人物の一人（『阿蘇家文書』写第14）[1]。
- 蔵原志摩守 : 二辺塚城主（1490 - 1560）[2][3]。高森氏、久木野氏、室原氏とともに戦国武将として、その名が見える。高城、内牧城を守る。
- 蔵原惟郭 : （1861 - 1949）、衆議院議員（政友会所属）
- 蔵原敏捷 : （1888 - 1945）、衆議院議員（国民同盟）→阿蘇蔵原の分家である小川蔵原家出身[4]
- 蔵原伸二郎 : （1899 - 1965）、詩人
- 蔵原惟繕 : （1927 - 2002）、映画監督
- 蔵原惟二 : （1935 - ）、映画監督
- 蔵原惟人 : （1902 - 1991）、日本共産党名誉幹部会委員